# Черкаська міська гімназія № 9 імені О. М. Луценка
Черкаська міська гімназія № 9 імені О. М. Луце́нка — одна із гімназій міста Черкаси.

## Історія
Школа № 9 була відкрита 1937 року і розміщувалася в робітничому мікрорайоні по вул. Чехова 46. До війни 1940 року при закладі існувала вечірня школа для дорослих. Як свідчать архівні матеріали, в роки війни приміщення школи по вул. Чехова німецькими окупантами було перетворене на стайню для коней. У 1943-1944 навчальному році школа була україномовною семирічкою і знаходилась там же, по вул. Чехова. В повоєнні роки в школі навчалося до 600 учнів, вона стала десятирічкою. Тривалий час педагогічний колектив школи очолювала Заслужений учитель Венець Марія Іванівна.

Погруддя О. М. Луценка

Вигляд гімназії до реконструкції. 2010 рік.

1973 року школу по вул. Чехова 46 було ліквідовано, а учнів і учителів перевели до школи-новобудови № 22 по вул. Вербовецького, 108. Але того ж року, з невеликим запізненням, школа № 9 знову була відкрита. Щоправда, вона вже стала восьмирічкою і російськомовною. Її відкрили вже після першовересневого дзвінка на вимогу робітників Черкаського машинобудівного заводу та жителів мікрорайону школи, бо далеко доводилося бігати дітлахам до школи № 22. Спішно зібравши контингент учнів із середніх шкіл № 21, № 15 та № 5, восьмирічна № 9 з деяким запізненням розпочала 1973-1974 навчальний рік. Школу з 1973 по 1975 роки очолювала Чумакова Фаїна Іванівна. З цього часу і пішла нова історія навчального закладу. 1975 року у восьмирічку був призначений наймолодший директор Черкас — Драгун Володимир Петрович. З молодечим запалом, з молодими педагогами та при підтримці ветеранів школи (Зелінської З. А., Попової С. М., Донченко Н. В., Максимової О. П., Кульшової С. А., Ворожцова М. М., Шейко Н. Б., Поліщука Ю. Г., Нечипоренко В. Ф., Коревої В. А.) школа готувалась перейти в нове приміщення по вул. Юрія Іллєнка (тоді — вулиця Горького), 52. У 1975-1976 навчальному році зусиллями усіх небайдужих до учительства та шкільної науки на вул. Юрія Іллєнка з'явилася нова школа.

## Досягнення
2006 року гімназія стала лауреатом Всеукраїнського конкурсу «100 найкращих шкіл Україні» в номінації «Школа шкіл».
Директор гімназії Ірина Топчій 2007 року визнана переможцем Всеукраїнського конкурсу «100 найкращих керівників шкіл України» в номінації «Управління фінансами» та лауреатом Всеукраїнського конкурсу «Ділова людина України — 2007».
2017 — Медаль «За заслуги в галузі освіти і науки» — відзначена директор Ірина Топчій.
2017 — Грамота «За високі здобутки у вихованні на навчанні молодого покоління». Міжнародний форум «Сучасний стан освіти і науки України».
2017 — «Золота медаль». Дев'ята міжнародна виставка «Інноватика в сучасній освіті -2017» (номінація «STEM-освіта» — від уроку до інновацій).
2018 — Пам'ятна відзнака «Імідж освіти Черкащини» обласної педагогічної виставки «Інноваційний пошук освітян Черкащини».
2019 — Пам'ятна відзнака «Імідж освіти Черкащини» XXIV обласної педагогічної виставки «Інноваційний пошук освітян Черкащини».
2019 — «Золота медаль». Десята міжнародна виставка «Інноватика в сучасній освіті -2019» (номінація "Соціалізація особистості в умовах сучасних викликів).
2020 — свідоцтво, яке підтверджує, що педагогічний колектив гімназії створив авторську школу і патентує розроблену модель «Гімназія успішного українця» як бренд.

## Директори
- 1975—1983 — Драгун Володимир Петрович
- 1983—1984 — Плющай Іван Іванович
- 1984—1989 — Верховський М. М.
- 1989—1994 — Садовий А. І.
- 1994—1996 — Яценко Т. І.
- 1996—2010 — Топчій Ірина Вікторівна
- 2010—2013 — Захарчук Василь Васильович
- з 2013 — Топчій Ірина Вікторівна

## Структура
У гімназії реалізується навчання за напрямками:
- фізико-математичний
- суспільно-гуманітарний
- філологічний.

Поглиблено вивчаються математика, фізика, інформатика, хімія, біологія, правознавство. Впроваджуються нові, цікаві (більшість з них авторські) курси за вибором, що покращує результати виконання навчальних планів. Це єдина в місті багатопрофільна гімназія — експериментальний майданчик різних рівнів та напрямків, який дав поштовх до активізації самоосвіти, впровадженню поряд із модульно-розвивальним навчанням, елементів бінарного навчання, проективної технології, інтерактивних та мультимедійних методик.
Модель «Гімназія успішного українця» містить успішні інноваційні розробки закладу: модульне навчання, програму патріотичного виховання, поділ класів на кадетів та паняночок, впровадження STEM-освіти, робототехніки тощо.
Заклад — єдиний в місті, де введено модульне навчання, що дає можливість навчатися за сучасними методиками і технологіями, орієнтованим на європейську освіту.
Гімназія займає одні з перших місць в рейтингу освітніх установ міста за результатами олімпіад і зовнішнього незалежного оцінювання випускників.
Гімназія — єдина в місті Черкаси, де діє роздільне навчання: кадети (хлопчики) і «паняночки» (дівчата) в початковій школі опановують навчальний матеріал окремо. Кадети вивчають основи військової справи, фехтування, хореографію, закони чоловічої дружби і перемог. Паняночки проходять курс юної леді, займаються фітнесом, хореографією. У старшій школі в кадетських класах навчаються спільно дівчатка і хлопчики.
Візитною карткою початкової школи є сучасні інтерактивні кабінети, створене комфортне освітнє середовище, де працюють справжні професіонали — творчі вчителі: досвідчені і зовсім молоді. Учні початкової школи навчаються за програмами: «Нова українська школа», «На крилах успіху», «Інтелект України».
Гімназія — інноваційна освітня установа, де кабінети фізики, хімії, біології, математики, географії оснащені максимально технологічно: демонстраційним і лабораторним обладнанням, цифровими лабораторіями. Замість звичайного кабінету праці — тут лабораторія технологій із найсучаснішим обладнанням. Створено також надсучасну STEAM-лабораторію.
Юні захисники Вітчизни мають можливість випробувати свою влучність у звичайному або віртуальному тирах гімназії.
Гімназія має власний друкований засіб — газету «Лідер», редакційна колегія якої стала призером Всеукраїнського турніру журналістів 2008 року. В гімназії працює громадська дитяча організація «Ступені», учнівський парламент.

## Викладачі
Науково-педагогічна тема, над якою працює педагогічний колектив гімназії: «Теоретико-методологічні засади моделювання та розвитку авторської школи „Гімназія успішного українця“». Методична тема: «Формування інноваційного освітнього середовища на основі педагогіки партнерства в умовах реалізації компетентнісного підходу та принципу дитиноцентризму».
У гімназії переконані, що «творчого учня може виховати тільки творчий учитель».
І тому серед учителів гімназії є лауреати Всеукраїнського конкурсу «Вчитель року»:
- Волкова Катерина Михайлівна, вчитель математики (2000)
- Годкевич Людмила Володимирівна, заступник директора з навчально-виховної роботи (2004)
- Чумак Андрій Іванович, вчитель правознавства (2007)

Бібліотекар гімназії Обертас Ірина Володимирівна стала переможцем Всеукраїнського конкурсу бібліотекарів 2007 року.

## Вихованці
Гімназія пишається своїми учнями. Щороку серед них є переможці ІІ, ІІІ, IV етапів Всеукраїнських учнівських предметних олімпіад, ІІ, ІІІ етапів Всеукраїнського конкурсу-захисту Малої академії наук України, переможці творчих конкурсів і змагань.
У гімназії учні займаються робототехнікою і Лего-конструюванням, працюють з Лего-архітектурою. Команди гімназії щорічно беруть участь в тематичних турнірах і олімпіадах, борються за перемогу на Всеукраїнських чемпіонатах з робототехніки і представляють Україну на світових змаганнях. В їхній скарбничці найбільша кількість кубків з робототехніки серед команд шкіл всієї України. У гімназистів також є нагороди з Лівану, Чехії.

## Виховна робота
Допомагають цікаві форми позакласної роботи, об'єднання за інтересами, спортивні гуртки та секції: Молодіжна модель ООН в Україні, психологічний театр, клуби «Кадр», «Елефант», «Пам'ять», «Євроклуб», «Дивослово», «Журналістика» та інші.

## Випускники
- Булаш Артем Сергійович (1988—2022) — солдат Збройних Сил України, учасник російсько-української війни, який загинув під час російського вторгнення в Україну.